# Angélico Melotto Mazzardo
Angélico Melotto Mazzardo OFM (* 20. März 1911 in Sarego, Provinz Vicenza, Italien; † 11. Mai 1999) war ein italienischer römisch-katholischer Ordensgeistlicher und Bischof von Sololá in Guatemala.

## Leben
Angélico Melotto trat 1928 dem Franziskanerorden bei und empfing am 19. Juli 1936 in Rom die Priesterweihe. Im selben Jahr wurde er von seinem Orden als Missionar nach China entsandt, wo er bis 1951 arbeitete. Nach seiner Vertreibung aus China war Melotto ab November 1951 in Guatemala tätig.
Papst Pius XII. ernannte ihn am 26. Juli 1958 zunächst zum Apostolischen Administrator des Bistums Sololá, am 27. Juni 1959 erfolgte die Ernennung zum ersten Bischof dieser 1951 errichteten Diözese durch Papst Johannes XXIII. Die Bischofsweihe spendete ihm am 19. Juli 1959 Giuseppe Paupini, Apostolischer Nuntius in Guatemala. Mitkonsekratoren waren Celestino Miguel Fernández Pérez, Bischof von San Marcos, und Luis Manresa Formosa, Bischof von Quetzaltenango. Melotto Mazzardo nahm von 1962 bis 1965 an der ersten, zweiten und vierten Session des Zweiten Vatikanischen Konzils teil. Im März 1965 legte er den Grundstein für den Bau einer Kathedrale.
Am 5. April 1986 nahm Papst Johannes Paul II. sein altersbedingtes Rücktrittsgesuch an. Angélico Melotto Mazzardo starb 1999 im Alter von 88 Jahren.